# Joep Geraedts
Joseph Peter Marie (Joep) Geraedts (Swalmen, 17 april 1948 – Maastricht, 25 december 2022) was een Nederlandse wetenschapper, hoogleraar en specialist op het gebied van humane genetica en voortplanting.

## Loopbaan
Geraedts studeerde biologie te Nijmegen en promoveerde in 1975 aan de Universiteit Leiden op een proefschrift met de titel Constitutive heterochromatin as a marker for chromosomal studies in human somatic cells and spermatozoa.
Hij was de eerste hoogleraar Genetica en Celbiologie aan de Rijksuniversiteit Limburg, later Universiteit Maastricht genoemd. Hij was meer dan dertig jaar, van 1982 tot 2013, hoogleraar. Hij was tevens oprichter en hoofd van de afdeling Klinische Genetica van het Academisch Ziekenhuis Maastricht, thans Universitair Medisch Centrum Maastricht. In de jaren ’80 is hij zijn laboratorium begonnen met IVF-onderzoek en -behandelingen. Joep Geraedts schreef meer dan 225 peer reviewed artikelen en publiceerde in 2005 het boekje Wegwijs in de mensengenen (de genetica van een mens in een notendop).
In 2008 heeft hij zich, in het landelijke maatschappelijke debat dat daarover was ontstaan, sterk gemaakt voor embryoselectie ofwel PGD (Pre-implantatie Genetische Diagnostiek), waarvoor zijn afdeling in het Academisch Ziekenhuis Maastricht al vanaf 1995 (als enige in Nederland) toestemming had die uit te voeren. Geraedts was van 2007 tot 2009 voorzitter van de European Society of Human Reproduction and Embryology (ESHRE). en van 1985 tot 1989 voorzitter van de Nederlandse Vereniging voor Humane Genetica, lid van de Gezondheidsraad en was in 1990 oprichter en vervolgens 25 keer organisator van de Genetica retraite in Rolduc.
Vanaf zijn emeritaat was Geraedts conservator van de afdeling Evolutie en DNA van het Internationaal Museum voor Familiegeschiedenis in de Limburgse plaats Eijsden en hij was van 2013 t/m 2018 secretaris van het bestuur van deze instelling. Tevens was hij voorzitter van de Stichting Eugene Dubois en van 1996 tot 2010 bestuurslid en vanaf 2011 tot aan zijn dood lid van de Raad van Advies van de Stichting Biowetenschappen en Maatschappij. Via deze laatste stichting heeft hij in 2017 samen met het museum in Eijsden onder andere het project Rassenwaan opgezet.
Geraedts was vanaf 2013 tot aan zijn dood manjefieke rector van de Narren Universiteit Limburg en voorzitter van de daaraan gekoppelde Stichting Dr. Winand Roukens Fonds.
In 2008 werd Joep Geraedts benoemd tot Officier in de Orde van Oranje-Nassau.
Geraedts overleed op 74-jarige leeftijd.
- Gemeinsame Normdatei: 1146434464
- International Standard Name Identifier: 0000 0003 6900 1063
- NARCIS: PRS1235524
- Nederlandse Thesaurus van Auteursnamen: 070236925
- ORCID: 0000-0002-0496-0039
- Virtual International Authority File: 286439066
- WorldCat: E39PBJqw4fMhpdwdBRmK3qRxjC